# P. Lion
P. Lion (Pietro Paolo Pelandi, * 29. Juni 1959 in Alzano Lombardo) ist ein italienischer Sänger, Pianist und Songwriter, der Mitte der 1980er Jahre, während der Italo-Disco-Welle, erfolgreich war. Sein größter Hit wurde 1984 Happy Children.

## Biografie
Pietro Paolo Pelandi begann bereits früh, Klavier zu spielen und Lieder zu schreiben. Er studierte und wurde Chemie-Ingenieur. In den 1980er Jahren begann die Karriere als ‚P. Lion‘. Das „P.“ im Künstlernamen steht für die drei „P“ seiner Initialen; „Lion“, der Löwe, ist das Wappentier seiner Familie.
1983 produzierte Davide Zambelli von Scotch die Single Happy Children. Der Italo-Disco-Track wurde international bekannt und erreichte sowohl in Deutschland, als auch der Schweiz Top-20-Platzierungen in den Single-Charts. In Deutschland konnte sich das Stück 28 Wochen in der Hitparade platzieren und kam in den Jahrescharts 1984 auf den zweiten Platz. Die Single Dream erreichte 1984 Platz 24 der deutschen Hitparade. Das Lied war zwischen 1984 und 1993 die Erkennungsmusik der französischen TV- und Radiochartshow Top 50. Im Jahr 2000 erschien ein Remix von Happy Children.
Nach dem 1984er Album Springtime wechselte P. Lion zu Discomagic, das damals das größte Dance-Label Italiens war. Dort produzierte er seine Singles Believe Me und Under the Moon selbst, konnte den Erfolg seiner ersten Hits aber nicht mehr erreichen. Auch das 1995er Album A Step in the Right Way … blieb weitgehend unbeachtet.
Pelandi arbeitete auch als Arrangeur, u. a. für Betty Villani und Tony Sheridan.

## Diskografie

### Alben
- 1984: Springtime
- 1995: A Step in the Right Way …

### Singles
- 1983: Happy Children
- 1984: Dream
- 1985: Reggae Radio / Springtime
- 1985: Believe Me / Beach Beach
- 1986: Under the Moon
- 1987: You’ll Never Break My Heart / Game of Life
- 1991: Burn in His Hands
- 1991: Happy Children / Dream (Medley)